# Букерт, Герт
Не следует путать с тезкой-литератором Гертом Бауккартом.
Герт Букерт (Geert E. C. Bouckaert; род. 28 сентября 1958, Вёрне, Западная Фландрия) — бельгийский экономист, исследователь в области государственного управления. Эксперт по международному сопоставлению административных реформ и измерению их эффективности; консультировал ряд европейских правительств. С 1994 года является профессором Лёвенского католического университета (с 2023 эмерит), где также получил докторскую степень. Являлся директором Института государственного управления (одной из ведущих среди подобных в мире институций) при том же университете, председательствовал в Европейской группе по государственному управлению (EGPA). Президент Международного института административных наук (IIAS, с 2013). Член Royal Flemish Academy of Belgium for Science and the Arts (2018) и Национальной академии государственного управления США (2011). Зампред Комитета экспертов по государственному управлению ЭКОСОС ООН.
Лауреат премии Аннелизы Майер (2014) и Международной премии государственного управления ASPA 2013 года. Почетный профессор Университетского колледжа Лондона и Университета Корвина. Высокоцитируемый ученый, один из наиболее цитируемых исследователей в области глобального государственного управления.
Получил разнообразную академическую подготовку в областях делового администрирования, политологии и философии.
Удостоен нескольких почетных докторских степеней.
С 2006 являлся президентом Leuven University Press.
Состоит международным редактором журнала Public Administration Review. Его книга «Реформа государственного управления: сравнительный анализ» (в соавторстве с Кристофером Поллиттом) вышла уже в 4-м издании и указывается относящейся к канону классических работ по государственному управлению.